# Laura Pope Forester
Laura Cordelia Pope Forester (* 31. Januar 1873 im Thomas County (Georgia); † 3. Februar 1953 in Ochlocknee im Grady County (Georgia)) war eine autodidaktische amerikanische Künstlerin der Art brut.

## Leben
Laura Pope Forester wurde Anfang 1873 als Cordelia Atkinson in einem Ort in der Nähe von Ochlocknee im Thomas County geboren, wo sie mit mehreren Geschwistern aufwuchs. Ihre Eltern waren Hezakiah Atkinson (1853–1908) und Katurah Davis Atkinson (1857–1893). Von ihrer Mutter lernte sie den Umgang mit Ton und natürlichen Farbstoffen. Sie besuchte die örtliche Schule und heiratete 1894 ihren Lehrer Benjamin Hill Pope (1856–1911). Das Paar lebte in einem Haus bei Ochlocknee und hatte zwei Söhne, Jefferson Austin „Jeff“ Pope (1896–1958) und Benjamin Hezekiah Pope Jr. (1898–1986). Nach dem Tod ihres Mannes im Jahr 1911 sorgte Laura Pope Forester allein für ihre beiden Kinder. Im September 1914 heiratete sie den in Ochlocknee geborenen Friedensrichter, Landwirt und Freimaurer Julian Franklin „Jules“ Forester (1869–1949).
Zwischen 1900 und 1917 begann Laura Pope Forester künstlerisch tätig zu werden. In den nächsten Jahrzehnten erweiterte sie ihr Haus und gestaltete es mit Skulpturen, Gemälden und Gartenkunstwerken. Sie stellte ihre Arbeiten nie offiziell aus, öffnete ihr Haus aber ab 1924 informell für die Öffentlichkeit. Verschiedene Zeitungen berichteten über sie und ihr Werk, wie etwa „Atlanta Journal-Constitution“, „Macon Telegraph“ und „Albany Herald“. Außerdem betrieb sie einen Laden und arbeitete als Postmeisterin. Sie verbrachte einen Großteil ihres Lebens in Ochlocknee, wo sie Anfang 1953 starb. Sie wurde neben ihrem ersten Ehemann und anderen Familienmitgliedern auf dem eine Meile von ihrem Haus entfernten „Pine Forest Baptist Church Cemetery“ beigesetzt.
Im Jahr 2021 wurde Laura Pope Forester posthum in die Hall of Fame der „Georgia Women of Achievement“ aufgenommen. 2022 fand sie Aufnahme in die „National Society der Daughters of the American Revolution“.

## Werk
Laura Pope Forester gilt als eine der frühen autodidaktischen Künstlerinnen der Art brut in Georgia. 1983 widmete das Smithsonian Magazine Laura Pope Forester einen Artikel als innovative und einflussreiche Außenseiterkünstlerin, und die „New Georgia Encyclopedia“ führt sie als eine der ersten autodidaktischen Künstlerinnen im Bereich des „Outdoor Environments“ in Georgia. Ihre Arbeiten wurden von der Library of Congress, dem Georgia Council on the Arts and Humanities und dem High Museum of Art in Atlanta für ihren Beitrag zur Landschaft Georgias und zur südöstlichen Volkskunst gewürdigt. In ihrem Werk spiegelt sich ihr künstlerisches Talent, ihre frühe feministische Haltung und ihre Überzeugung der Wichtigkeit von Frauen in der georgischen und amerikanischen Gesellschaft.
Ihr 1894 errichtetes Haus mit Anbauten aus den 1920er Jahren gestaltete Laura Pope Forester über die Jahre um. Innerhalb des Hauses bemalte sie den Großteil der Bretterwände, die die Zimmer teilten, mit Dutzenden von Wandgemälden. Einige davon rahmte sie mit Zementleisten oder Gipsrahmen ein, die sie mit Goldfarbe bemalte. Sie malte auch auf selbst gemachten Leinwänden aus gespannten Mehlsäcken. Die Themen und Motive umfassten Landschaften im Stil der Hudson River School, religiöse Szenen oder historische Ereignisse.
Im Jahr 1927 verzierte sie den zweigeschossigen Portikus vollständig mit ihren Kunstwerken aus Nähmaschinenteilen, Rädern des Ford Modell T und anderen Fundstücken, die sie mit Zement verklebte, verzierte und weiß anstrich. Mit handgeformten Pflanzkübeln aus Zement bildete sie die Kniewand, die die Veranda und den Portikus abgrenzt. Zu ihren Werken gehört unter anderem eine 15 Fuß (etwa 4,6 Meter) hohe und 100 Fuß (etwa 30,5 Meter) lange Skulpturenwand mit Eingangstor vor ihrem Haus, die an den Zweiten Weltkrieg erinnert. Sie besteht aus Zement mit Marmorelementen und ist mit gefundenen Objekten wie Nähmaschinenteilen aus Gusseisen verziert, an einigen Stellen mit Zement verklebt, mit großen Büsten von Menschen aus der Militär- und Georgia-Geschichte geschmückt und weiß gestrichen. Sie ritzte außerdem die Namen vermisster und getöteter Soldaten in Marmorplatten und bot den einheimischen Familien an der Westseite ihres Grundstücks einen Ort des Gedenkens.
Laura Pope Forester schuf rund 200 figurative Skulpturen, Flachreliefs und Büsten, die in die Mauern und den Torbogen eingearbeitet waren, und riesige dekorative Gartenkunstwerke, von denen sich die meisten auf ihrem Anwesen und in der Umgebung befanden. Die Gesichter der Statuen wurden vielfach ihrem eigenen Gesicht und denen ihrer Nachbarn nachempfunden. Die meisten ihrer Werke stellten verschiedene ikonische Personen aus der Geschichte oder Kultur wie Scarlet O’Hara, Uncas, Kleopatra und Nancy Hart (Heldin des Amerikanischen Unabhängigkeitskriegs in Georgia). Sie fertigte auch lebensechte Büsten von Persönlichkeiten wie Martha Berry, der Gründerin des Berry College, von der ersten Senatorin der USA, Rebecca Ann Latimer Felton, von ihrer Schwiegermutter, die die erste weiblichen Botschafterin in Dänemark wurde, und von Eisenhower. 1920 gestaltete sie eine lebensgroße Skulptur einer Krankenschwester des Roten Kreuzes, als Ehrung für die Krankenschwestern des Ersten Weltkriegs, die nicht als Teil des Militärs anerkannt wurden. In den 1940er Jahren schuf sie die lebensgroße Statue „Gold Star Mother“ als Teil eines Denkmals zu Ehren getöteter Militärangehöriger. Für eine Reihe von sieben Gesichtern, die die Weltreligionen repräsentierten, verwendete sie Gipsabdrücke, die sie wahrscheinlich von ihren Freunden abgeformt hatte. Im Garten stehen auch eine Statue eines kleinen Jungen, zwei Vogeltränken und drei Urnen. Alle sind handgeformt aus Zement und einige sind mit Stein verziert.
Als Unterkonstruktion ihrer Skulpturen verwendete Laura Pope Forester Metallstrukturen, die sie aus gefundenen Objekten wie Alteisen und Blechdosen baute und bedeckte sie später mit einer Mischung aus Beton und Sand aus dem örtlichen Bach. In viele ihrer Skulpturen arbeitete sie gefundene Objekte ein und färbte sie mit Farbstoffen, die sie aus verschiedenen Pflanzen herstellte.

## Haus und Museum
Das zweistöckiges Holzhaus mit Stülpschalung befindet sich etwa 9,6 Kilometer westlich der Stadt Ochlocknee in der 192 Pope´s Store Road im Nordosten von Grady County. Es liegt auf der Westseite des Grundstücks und ist von einem großen Garten umgeben. Im Jahr 1894 wurde es als einstöckiges Wohnhaus errichtet, vermutlich Anfang des 20. Jahrhunderts um die westliche Hälfte des hinteren Flügels erweitert und zwischen 1917 und 1940 um ein zweites Stockwerk ergänzt. Der Haupteingang des Hauses liegt an der Nordfassade und verfügt über eine große integrierte Veranda mit einem zweistöckigen Portikus. Im Erdgeschoss sind sieben durch einen zentralen Flur getrennte Räume. Eine große Treppe führt vom Wohnzimmer zu einem Treppenabsatz und dem zweiten Stock mit fünf Räumen. Im Inneren des Hauses sind Holzböden, Wandvertäfelungen und Zimmerdecken aus Nut- und Federhölzern im zweiten Stock aus historischen Materialien erhalten geblieben, ein Großteil der früheren Statuen und Wandgemälde wurde entfernt. Auf dem Grundstück befinden sich noch ein Lagerschuppen, ein Hühnerstall, ein Heulagerschuppen und ein Gästehaus auf der östlichen Hälfte. Der historische Gärten umfasst alte Kamelien, Rosen, Magnolien, Lagerströmien und  alte Zedern.
Nach Laura Pope Foresters Tod im Jahr 1953 blieb das 1600 Acre (647,5 Hektar) große Anwesen weitgehend unverändert im Besitz der Familie. Als lokale Touristenattraktion wurde es teilweise von einem Bürgerverein und der Handelskammer von Pelham unterstützt. Im Jahr 1974 verkaufte ihr einziger überlebender Sohn das Anwesen an einen Mühlenbesitzer aus der nahegelegenen Stadt Meigs im Thomas County. Danach wurden viele ihrer Werke bis 1981 durch die neuen Besitzer zerstört. Als das Anwesen 1995 die Besitzer wechselte, wurden Schritte unternommen, um Popes verbleibende Werke auf dem Anwesen zu restaurieren und zu bewahren. Außerdem wurde eine gemeinnützige Organisation zur Unterstützung gegründet. 2017 kauften Michelle und Dan Dean das Haus und begannen mit der Restaurierung und Erhaltung des Anwesens. 2018 wurde es als Museum wiedereröffnet und ist heute als Laura Pope Foresters Museum oder Mrs. Pope’s Museum bekannt. Es wurde mit dem „Preservation Award“ des Georgia Trust of Historic Preservation für herausragende Restaurierung ausgezeichnet. Im Zuge der Sanierung des Gebäudes wurden die Wandgemälde restauriert und der Fußboden passend zum historischen Kiefernholz repariert. Der Kamin wurde ersetzt, aber der historische Spiegel, der Kaminsims und die Einfassung blieben erhalten. Mehrere Gemälde und Statuen von Laura Pope Forester, die von früheren Besitzern entfernt worden waren, wurden dem Museum zurückgegeben, und die Statuen rund um das Haus wurden gereinigt und konservatorisch behandelt.
1977 wurde in Zusammenarbeit mit der Library of Congress eine Ausstellung mit über einhundert Fotografien des Hauses und der Kunstwerke erstellt. Das „Laura Pope Foresters Museum“ wurde im Jahr 2020 in den Kategorien Kunst sowie Frauengeschichte in das National Register of Historic Places der Vereinigten Staaten und in die Liste der „Places in Peril“ (Gefährdete Orte) des National Trust for Historic Preservation aufgenommen.